# Gérard Berry
Gérard Berry, francoski računalnikar in informatik, * 25. december 1948.
Je profesor na Francoskem kolegiju (Collège de France).